# Rio Căutici
O Rio Căutici é um rio da Romênia, afluente do Pricopanul, localizado no distrito de Tulcea.